# Áustria nos Jogos Olímpicos de Inverno de 1948
A Áustria mandou 54 competidores que disputaram oito modalidades nos Jogos Olímpicos de Inverno de 1948, em St. Moritz, na Suíça. A delegação conquistou 8 medalhas no total, sendo uma de ouro, três de prata, e quatro de bronze.